# Rafael Cortez
Rafael de Faria Cortez (São Paulo, 25 de outubro de 1976) é um humorista, jornalista, apresentador, cantor e youtuber brasileiro.
Estreou na televisão como repórter e, posteriormente, apresentador do programa Custe o Que Custar, entre de 2008 e 2015.

## Vida pessoal
É irmão do ator Leonardo Cortez. Tem uma filha, Nara, com Marcela Calhado.

## Biografia
Em 1994, ainda adolescente, começou a estudar música e se tornou violonista erudito, aluno de grandes professores como Badi Assad.
É formado em Jornalismo pela Pontifícia Universidade Católica de São Paulo (PUC-SP).
Como jornalista desenvolveu conteúdo para celulares, foi colaborador da Veja São Paulo, CNT, TV Gazeta e Rede Mulher. Ganhou o 32º Prêmio Abril de Jornalismo na categoria "Conteúdo para Celular" e trabalhou em diversas assessorias de imprensa. Ainda na faculdade, apresentou um jornal erótico ao vivo, o “69 Segundos”.

## Carreira
Em 1997, foi assistente de palco do Guerra É Guerra, apresentado por Evê Sobral na TV Gazeta.
Em 2008, se torna um dos "homens de preto" do programa CQC. Apresentou o quadro CQTest, durante anos, testando a inteligência dos famosos, mas se destaca principalmente por suas matérias políticas e culturais, envolvendo eventos do cinema, arte, música, esportes e política, mas sempre com muitas celebridades. Entre as inúmeras reportagens e lugares visitados, Rafael Cortez esteve no Encontro de Chefes de Estado da União Europeia, Caribe e América Latina que aconteceu em Lima, no Peru e na 37ª Cúpula do MERCOSUL no Paraguai. Fez a cobertura de importantes eventos cinematográficos mundiais como o 65º Festival Internacional de Cinema de Veneza, na Itália, o 62º Festival Internacional de Cinema de Cannes, na França e o 84º Academy Awards (Oscar 2012), nos Estados Unidos. Em 2010 cobriu eventos esportivos, entre eles a Fórmula Indy 2010, nos Estados Unidos e a Copa do Mundo de Futebol 2010, na África do Sul.
Entre 2010 e 2012 apresentou o programa Na Pegada da rádio Metropolitana FM, tem seu próprio solo de comédia “De Tudo um Pouco”, em que viaja por todo Brasil se apresentando e mais recentemente passou a colaborar com o portal Yahoo, através de um blog com textos e vídeos, o “Coisas do Cortez”.
Com trabalhos paralelos, mas sem largar a paixão pela música, em maio de 2011, de forma independente, lançou seu álbum Elegia da Alma, com 15 composições gravadas durante 7 anos e recital no Teatro Tuca, em São Paulo. Algumas de suas composições integram os áudiolivros narrados por ele. No teatro, atuou em espetáculos premiados e infantis, no cinema participou de dois curtas metragens. Para a televisão, além de diversos filmes publicitários, participou de uma série sobre Chico Buarque e na internet, deu vida ao personagem Loreno da ClicTV por dois anos. Também gravou cinco áudio livros de obras brasileiras, quatro de Machado de Assis – O Alienista, Dom Casmurro, Memórias Póstumas de Brás Cubas e Quincas Borba – e o último deles, lançado em 2012, O Meu Pé de Laranja Lima, de José Mauro de Vasconcellos, todos pela Editora Livro Falante.
Em 2013, foi contratado pela Rede Record para apresentar o programa Got Talent Brasil, franquia da versão internacional de Got Talent.
Em fevereiro de 2015, o Comedy Central estreou um novo programa com Rafael, o Dirige Rafa!, cujo próprio procura aprender a dirigir aos 37 anos, com um tom de comédia. Também foi anunciado como o apresentador da segunda temporada do República do Stand-Up, uma das versões brasileiras do Comedy Central Presents.

Cartaz do filme "Rir para Não Chorar"

Entre 2016 e 2018 foi repórter e apresentador do Vídeo Show, na Rede Globo.
Em 2018, além do lançamento de seu livro "Memórias de Zarabatanas", Rafael Cortez participou da temporada 7 do Super Chef Celebridades, na Rede Globo.
Em 2019 lançou seu EP, MPB - Naquele Tempo na Casa Natura. No mesmo ano, Rafael Cortez esteve a frente do primeiro Talk Show de humor ao vivo na internet, com patrocínio da TNT e exibição no UOL, o projeto é realizado dentro de uma faculdade com auxílio dos próprios alunos de comunicação. Os estudantes participam ativamente de todas as etapas do processo, ganhando uma experiência valiosa e contribuindo efetivamente para o resultado, sob a coordenação de uma experiente equipe técnica e artística. Cortez, o idealizador do projeto, assina a redação final. A realização é da Square Pixel, com produção de Flávio Silva e direção de Marcelo Vidal. Rafael Cortez fez participação no Cine Holliúdy como ator, interpretando um apresentador de luta
Em outubro de 2021, é contratado pela TV Cultura para apresentar o Matéria Prima.
Em outubro de 2022, lançou nacionalmente o filme Rir para Não Chorar, dirigido por Cibele Amaral, interpretando Flávio Pontes, seu primeiro protagonista no cinema.

## Humor

### De Tudo um Pouco
De 2009 a 2015, Rafael Cortez estava em cartaz com seu solo de humor, "De Tudo um Pouco", se apresentou por todo o Brasil, EUA e Japão. Nele, Rafael Cortez refletia sobre trabalho, comportamento, música, sexo, passado, presente e futuro.

### O Problema não é você, sou eu
Solo de stand-up comedy atual de Rafael Cortez, desde 2015. O show roda todo o país e foi encenado também no México. Nele, Cortez aborda situações engraçadas envolvendo relacionamentos amorosos.

## Literatura

### Meu Azar com as Mulheres
Em 27 de agosto de 2015, na Livraria Cultura em São Paulo, Rafael Cortez lançou o livro "Meu azar com as mulheres" onde conta fracassos na própria vida amorosa.

### Memórias de Zarabatanas
Em 11 de agosto de 2018, Rafael Cortez lança o livro "Memórias de Zarabatana" pela Editora Pensamento. Com uma abordagem moderna, Rafael Cortez conta sua história de forma inovadora. Através de crônicas e poesias, ele narra a passagem do tempo de forma elaborada, tal qual um artesão das letras, em que o menino, ao longo do texto, vai se transformando em artista. Indo muito além do humor, Rafael mostra um talento multifacetado, que nos atinge como um tiro de zarabatana. O lançamento foi na Livraria Saraiva do Shopping Pátio Paulista em São Paulo.
Em 2019, o livro  "Memórias de Zarabatanas" foi lançado em áudiolivro pela Ubook.

### Atitude Transformadora
Em 2024, lança seu terceiro livro, “Atitude Transformadora”, que traz temas como iniciativa, ousadia e proatividade.

## Filmografia

### Televisão
| Ano     | Título                  | Cargo               | Notas                        | Emissora       | Ref.   |
| ------- | ----------------------- | ------------------- | ---------------------------- | -------------- | ------ |
| 1997–99 | Guerra é Guerra         | Assistente de palco |                              | TV Gazeta      |        |
| 2008–12 | CQC                     | Repórter            |                              | Band           |        |
| 2013    | Got Talent Brasil       | Apresentador        |                              | Record         |        |
| 2013    | A Nova Família Trapo    | Quintino            | Especial de fim de ano       | Record         |        |
| 2014    | Me Leva Contigo         | Apresentador        |                              | Record         |        |
| 2015    | CQC                     | Apresentador        |                              | Band           |        |
| 2015    | República do Stand-Up   | Apresentador        |                              | Comedy Central |        |
| 2015    | Dirige Rafa             | Apresentador        |                              | Comedy Central |        |
| 2016–18 | Vídeo Show              | Repórter            |                              | TV Globo       |        |
| 2017    | Big Brother Brasil      | Repórter            | Temporada 17                 | TV Globo       |        |
| 2017    | Popstar                 | Participante        | Temporada 1                  | TV Globo       |        |
| 2018    | Super Chef Celebridades | Participante        | Temporada 7                  | TV Globo       |        |
| 2018    | Dra. Darci              | Jarbas              | Episódio: "O Quadro do Vovô" | Multishow      |        |
| 2019    | Cine Holliúdy           | Brucéli             | Episódio: "8"                | Multishow      |        |
| 2022    | Independências          | Marquês de Marialva |                              | TV Cultura     | [ 34 ] |
| 2022    | Matéria Prima           | Apresentador        |                              | TV Cultura     |        |

### Internet
| Ano           | Título     | Cargo        | Ref.   |
| ------------- | ---------- | ------------ | ------ |
| 2016–presente | Love Treta | Apresentador | [ 35 ] |

### Cinema
| Ano  | Título              | Personagem               | Nota           | Ref.   |
| ---- | ------------------- | ------------------------ | -------------- | ------ |
| 2002 | X                   | Álvaro                   | Curta-metragem | [ 36 ] |
| 2005 | Torta               | Fernando                 | Curta-metragem | [ 36 ] |
| 2012 | Detona Ralph        | Conserta-Felix Jr. (voz) | Dublagem       | [ 37 ] |
| 2014 | Amor em Sampa       | James                    |                |        |
| 2018 | WiFi Ralph          | Conserta-Felix Jr. (voz) | Dublagem       |        |
| 2022 | Rir para Não Chorar | Flávio Pontes            | Protagonista   | [ 38 ] |

## Teatro
| Ano     | Título                                         | Personagem         |
| ------- | ---------------------------------------------- | ------------------ |
| 2002    | Made in Brazil                                 |                    |
| 2003    | Francisco e Clara, o Musical                   |                    |
| 2003    | A Casa de Bernarda Alba                        |                    |
| 2005    | Contando Clássicos: Espetáculo de Improvisação | Vários personagens |
| 2006    | Lendas e Loas                                  |                    |
| 2004–07 | Os Saltimbancos                                |                    |
| 2006–07 | O Mágico de Óz                                 | Espantalho         |

## Rádio
| Ano     | Título    | Cargo        | Notas            | Ref.   |
| ------- | --------- | ------------ | ---------------- | ------ |
| 2010–12 | Na Pegada | Apresentador | Metropolitana FM | [ 39 ] |

## Discografia

### Álbuns de estúdio
| Álbum                                                | Detalhes                                                                                    | Ref.   |
| ---------------------------------------------------- | ------------------------------------------------------------------------------------------- | ------ |
| Solo                                                 | - Lançamento: 12 de agosto de 2005 - Formatos: CD                                           |        |
| Elegia da Alma                                       | - Lançamento: 15 de julho de 2011 - Formatos: CD, download digital - Gravadora: Tratore     | [ 40 ] |
| MDB: Música Divertida Brasileira (com Pedra Letícia) | - Lançamento: 12 de agosto de 2016 - Formatos: CD, download digital - Gravadora: Tratore    | [ 41 ] |
| Naquele Tempo                                        | - Lançamento: 16 de agosto de 2019 - Formatos: CD, download digital - Gravadora: Sony Music | [ 42 ] |

## Audio Livros
| Ano  | Título                          | Autor                     | Notas | Ref.   |
| ---- | ------------------------------- | ------------------------- | ----- | ------ |
| 2012 | Dom Casmurro                    | Machado de Assis          |       | [ 44 ] |
| 2012 | O Alienista                     | Machado de Assis          |       | [ 45 ] |
| 2012 | Memórias Póstumas de Brás Cubas | Machado de Assis          |       | [ 46 ] |
| 2012 | Quincas Borba                   | Machado de Assis          |       | [ 47 ] |
| 2012 | O Meu Pé de Laranja Lima        | José Mauro de Vasconcelos |       | [ 48 ] |
| 2018 | Memórias de Zarabatana          | Rafael Cortez             | Ubook | [ 49 ] |

## Prêmios e indicações
- 2007 - Prêmio Abril de Jornalismo na categoria "Conteúdo para celular" com matérias feitas para edição local da Revista Veja
- 2008 - Prêmio Quem de Melhor Jornalista de 2008[50]